# 蘭德巴赫河 (萊茵河支流)
47°34′22″N 8°27′29″E / 47.572797°N 8.458033°E
蘭德巴赫河是瑞士的河流，位於該國北部，流經蘇黎世州，屬於萊茵河的右支流，河道全長12.6公里，流域面積27.1平方公里，河口處在萊茵河上游霍恩滕根。